# 银锭桥
39°56′15″N 116°23′13″E / 39.93750°N 116.38694°E
银锭桥位于北京市西城区什刹海前海与后海的交汇处。

## 历史

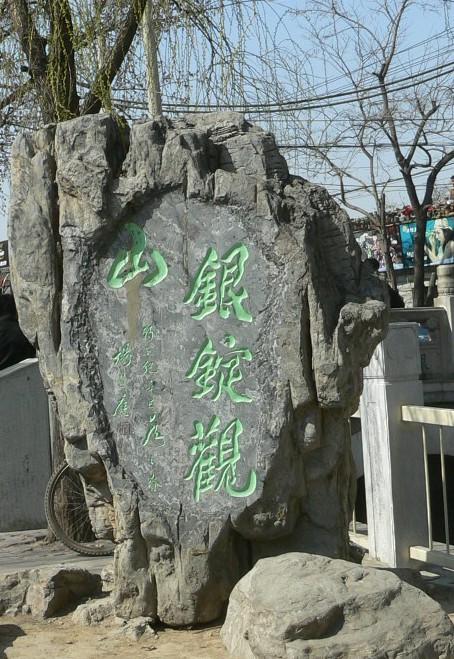
银锭桥畔所立的“银锭观山”石碑

银锭桥早先因形似银锭，故称“银锭桥”。站在桥上向西眺望，可见西山景色，故银锭桥被视为北京城内看西山之第一绝胜处。“银锭观山”是什刹海的著名景观之一。
1984年，银锭桥被拆除重修。为了开辟前海同后海之间的航道，1989年银锭桥进行了扩建，文物专家单士元为该桥题名“银锭桥”。扩建之后，该桥成为一座南北向的单孔石拱桥。2010年12月，北京市人民政府将此桥拆除，意图再次重建新桥；2011年7月，银锭桥修缮完毕并重新开放。

## 参考文献

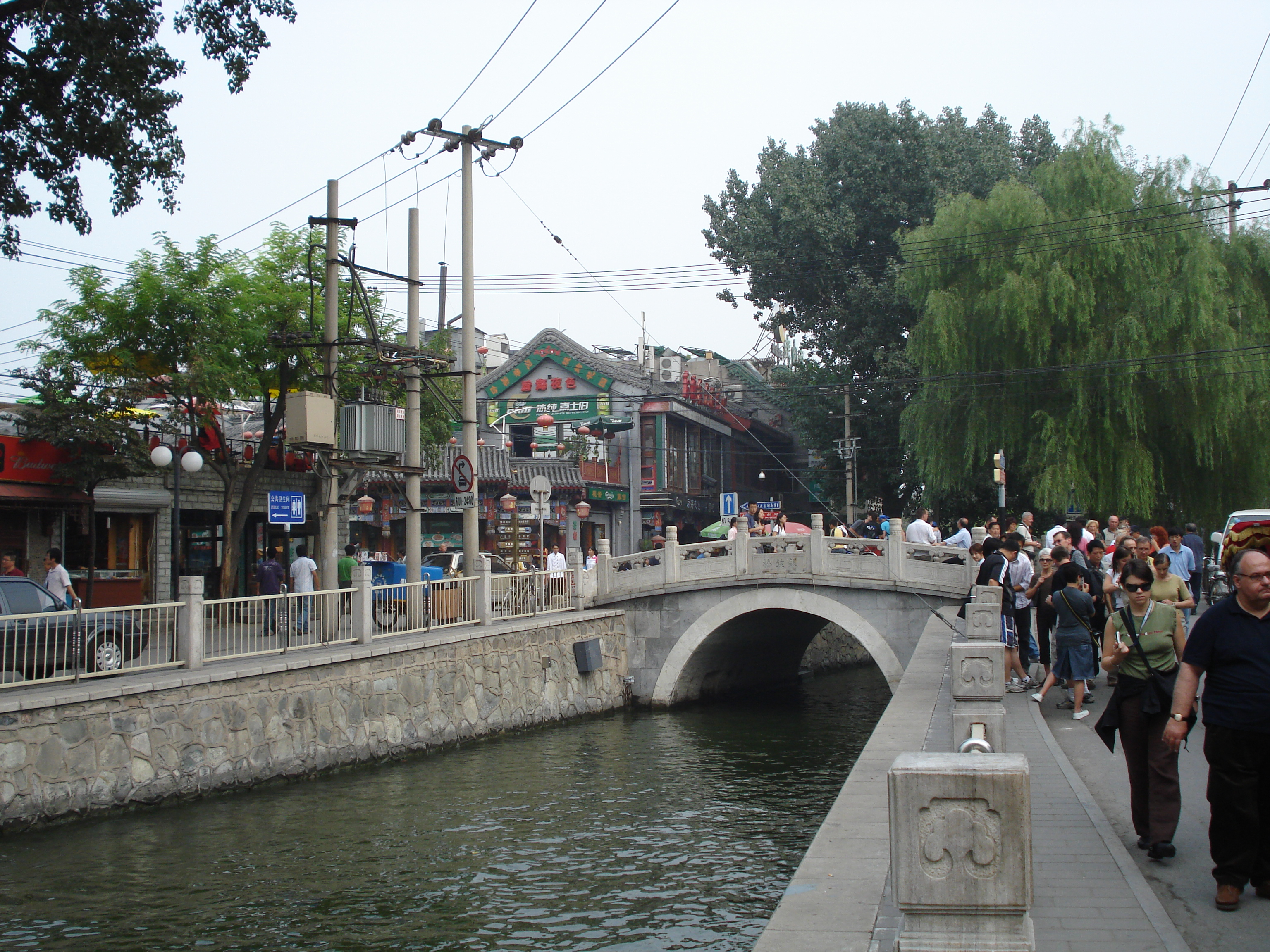
银锭桥西侧
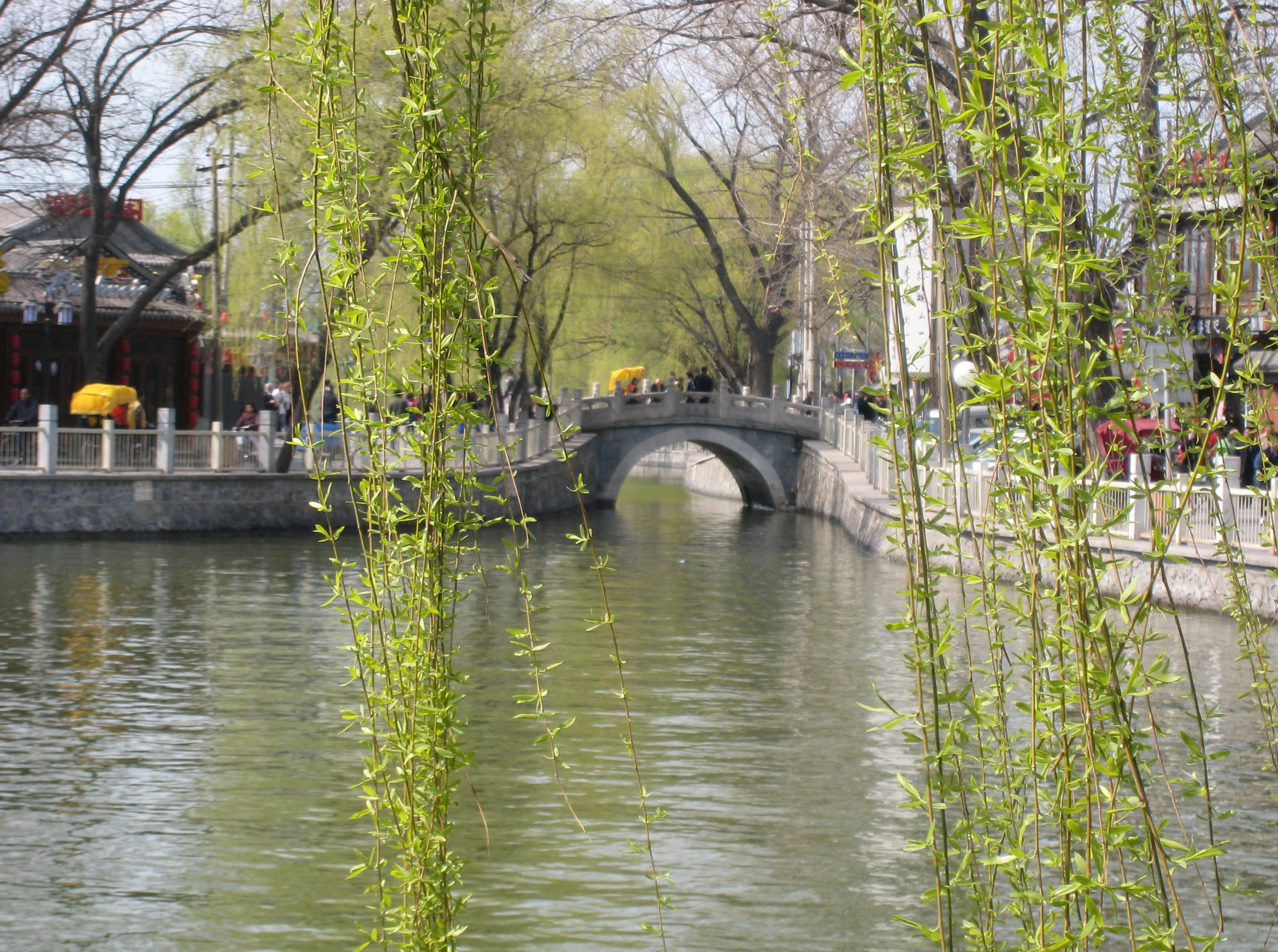
银锭桥东侧
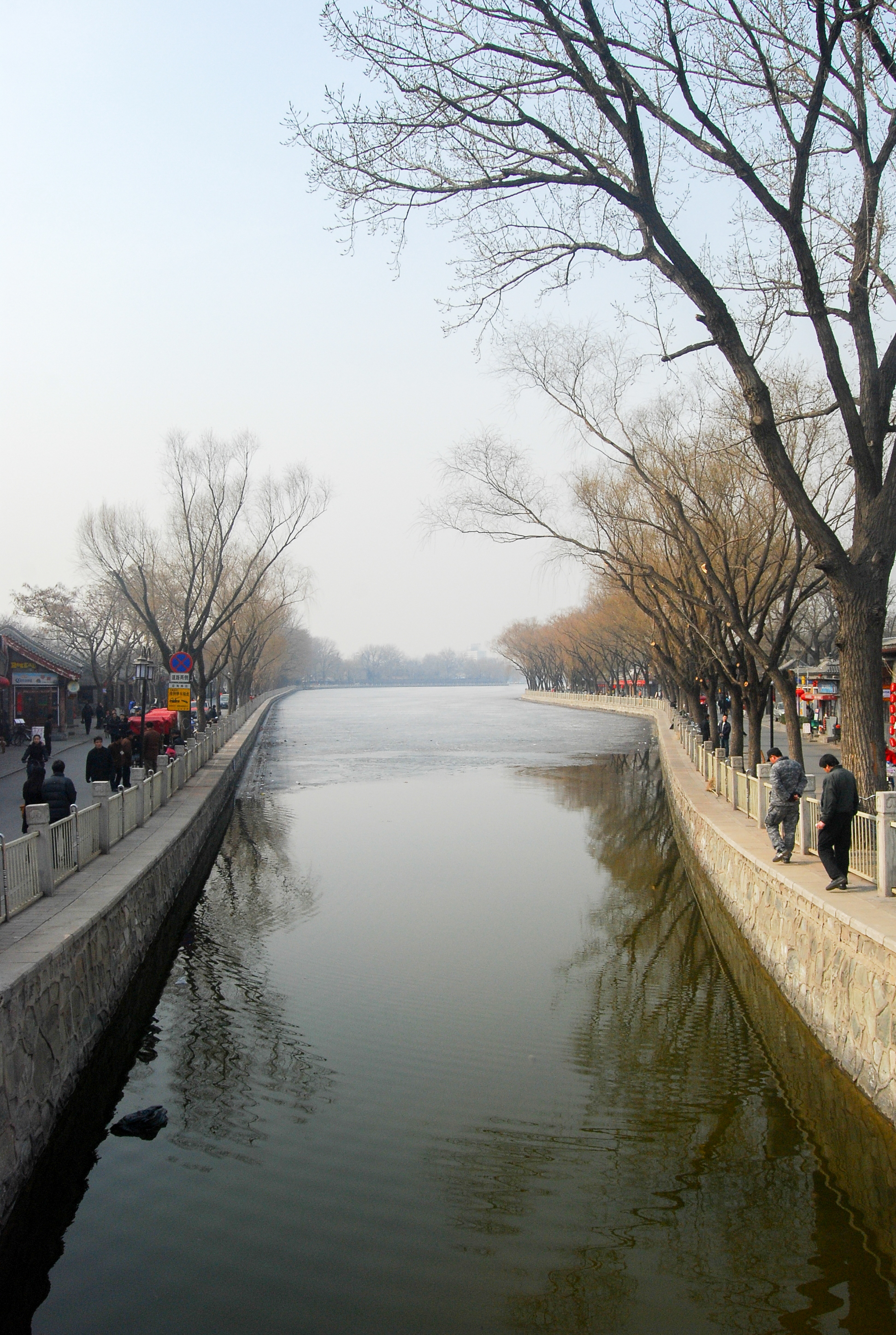
从银锭桥上向西望
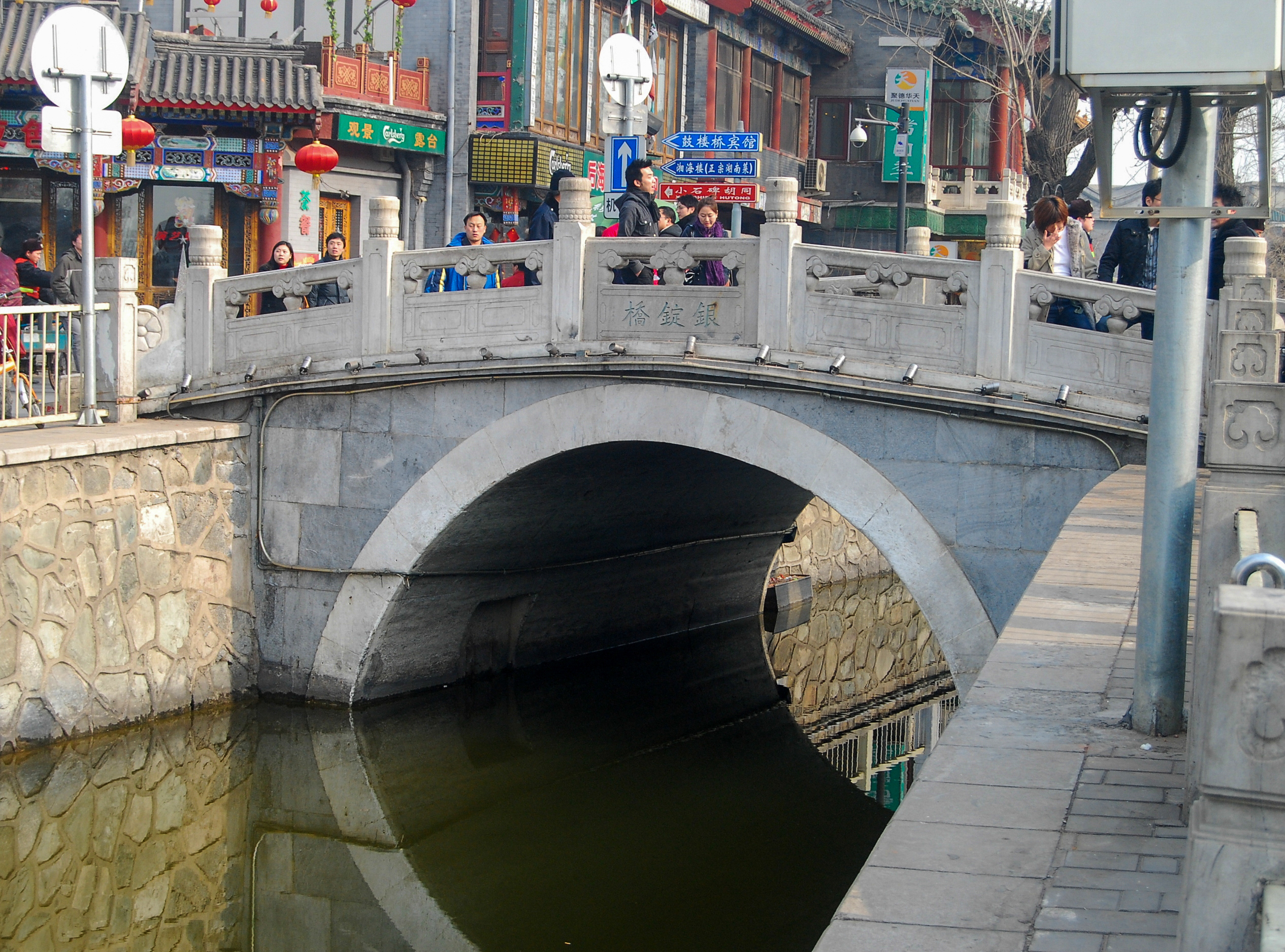
银锭桥西侧